# CGTN-Español
CGTN-Español, conosciuta precedentemente come CCTV-E, è un'emittente televisiva cinese in lingua spagnola, parte del Ministero dell'Informazione Cinese.
Il canale, che punta ad un pubblico internazionale, trasmette programmi in lingua cinese sottotitolati in spagnolo, e nuovi programmi, trasmessi nativamente in lingua spagnola.
I programmi di CGTN-Español, solitamente di durata media di 30 minuti, spaziano dalle soap opera cinesi all'intrattenimento, passando per l'attualità ed i notiziari; questi ultimi offrono sia attualità cinese che internazionale.
L'emittente nasce dalla scissione, avvenuta il 1º ottobre 2007, dell'emittente CCTV-E&F, nata 3 anni prima.

## Copertura
L'emittente è trasmessa via satellite in Asia, Europa e negli Stati Uniti d'America dal fornitore di servizi Dish Network, sul canale 279 della piattaforma. Inoltre è disponibile in streaming sul sito della CGTN-Español.

## Programmi
Alcuni d'essi sono:
- Así Es China ("Questa è la Cina")
- Comunícate en Chino (Lezioni di lingua cinese per i parlatori di spagnolo)
- Biz China
- Arte Culinario Chino (programma sulla cucina cinese)